# Членове на Теодосиевата династия
Членовете на Теодосиевата династия (Dinastia, casata di Teodosio; Theodosian dynasty):
- Теодосий I, Велики (379–395)

Императори от Теодосиевата династия на Запад:
- Хонорий (395–423)
- Валентиниан III (425–455)

Императори от Теодосиевата династия на Изток:
- Аркадий (395–408)
- Теодосий II (408–450)
- Маркиан (450–457)

## Схема
В italics Augusti и Augustae.
- Флавий Теодосий и Терманция
  - Теодосий I
  - от женитбата между Теодосий I и Елия Флацила.
    - Аркадий, жени се за Елия Евдоксия.
    - Хонорий, жени се първо за Мария и втори път за Терманция, дъщери на Стилихон и Серена.
    - Пулхерия.

  - от женитбата между Теодосий I и Гала, дъщеря на Валентиниан I и Юстина.
    - Грациан.
    - Йоан.
    - Гала Плацидия, омъжва се за Атаулф и втори път за Констанций III.
    - от женитбата между Аркадий и Елия Евдоксия.
      - Теодосий II, жени се за Елия Евдокия.
      - Flaccilla.
      - Елия Пулхерия, омъжва се за Маркиан.
      - Arcadia.
      - Marina.

    - от женитбата между Гала Плацидия и Атаулф.
      - Теодосий.

    - от женитбата между Гала Плацидия и Констанций III.
      - Валентиниан III, жени се за Лициния Евдоксия.
      - Юста Грата Хонория, получава титлата Августа, изпраща пръстен на Атила, омъжва се за Flavius Bassus Herculanus.
      - от женитбата между Теодосий II и Атиниада, Елия Евдокия.
        - Аркадий.
        - Лициния Евдоксия, омъжва се за Валентиниан III и втори път за Петроний Максим.
        - Флацила.

      - женитбата между Елия Пулхерия и Маркиан.
        - Марция Евфемия, омъжва се за Антемий.

      - от женитбата между Валентиниан III и Лициния Евдоксия
        - Евдокия, омъжва се за Паладий, син на Петроний Максим, и втори път за Хунерик.
        - Плацидия, омъжва се за Олибрий.

      - от женитбата между Марция Евфемия и Антемий.
        - Антемиол.
        - Маркиан, узурпатор, жени се за Леонция, дъщеря на Лъв I и Верина.
        - Прокопий.
        - Ромул.
        - Алипия, омъжва се за Рицимер.

      - от женитбата между Евдокия и Хунерик.
        - Хилдерик.

      - от женитбата между Плацидия и Олибрий.
        - Аниция Юлиана, омъжва се за Ареобинд Дагалайф Ареобинд.

      - от женитбата между Аниция Юлиана и Ареобинд.
        - Олибрий, жени се за братовчедката си Ирена, племенница на Анастасий I.

      - от женитбата между Олибрий и Ирена.
        - Проба, омъжва се за Аниций Проб Младши.

      - от женитбата между Проба и Проб.
        - Юлиана, омъжва се за Анастасий.

      - от женитбата между Юлиана и Анастасий.
        - Ареобинд.
        - Плацидия.
        - Проба.

  - Хонорий, жени се за Мария.
  - от женитбата между Хонорий и Мария.
    - Терманция
    - Серена, омъжва се за Стилихон.
    - от женитбата между Серена и Стилихон.
      - Евхерий.
      - Мария, омъжва се за Флавий Хонорий.
      - Терманция, омъжва се за Флавий Хонорий.